# Guardiaregia
Guardiaregia là một thị trấn ở tỉnh Campobasso, Molise, nam Ý.